# Adam Clayton Powell (film)
Pour plus de détails, voir Fiche technique et Distribution.
Adam Clayton Powell est un film documentaire américain réalisé par Richard Kilberg, sorti en 1989.

## Synopsis
Le documentaire suit la vie du pasteur baptiste et homme politique américain Adam Clayton Powell Jr..

## Fiche technique
- Titre : Adam Clayton Powell
- Réalisation : Richard Kilberg
- Scénario : Phyllis Garland et Richard Kilberg
- Photographie : John Hazard, John Heller, Paul Koestner, Allen Moore, Bill Sheehy et Buddy Squires
- Montage :
- Narrateur : Julian Bond
- Production : Richard Kilberg et Yvonne Smith
- Société de distribution : Direct Cinema
- Pays :  États-Unis
- Genre : Documentaire
- Durée : 54 minutes
- Dates de sortie : 
  -  États-Unis : 1989

## Distinctions
Le film a été nommé pour l'Oscar du meilleur film documentaire.